# Herbert Grüner (Pädagoge)

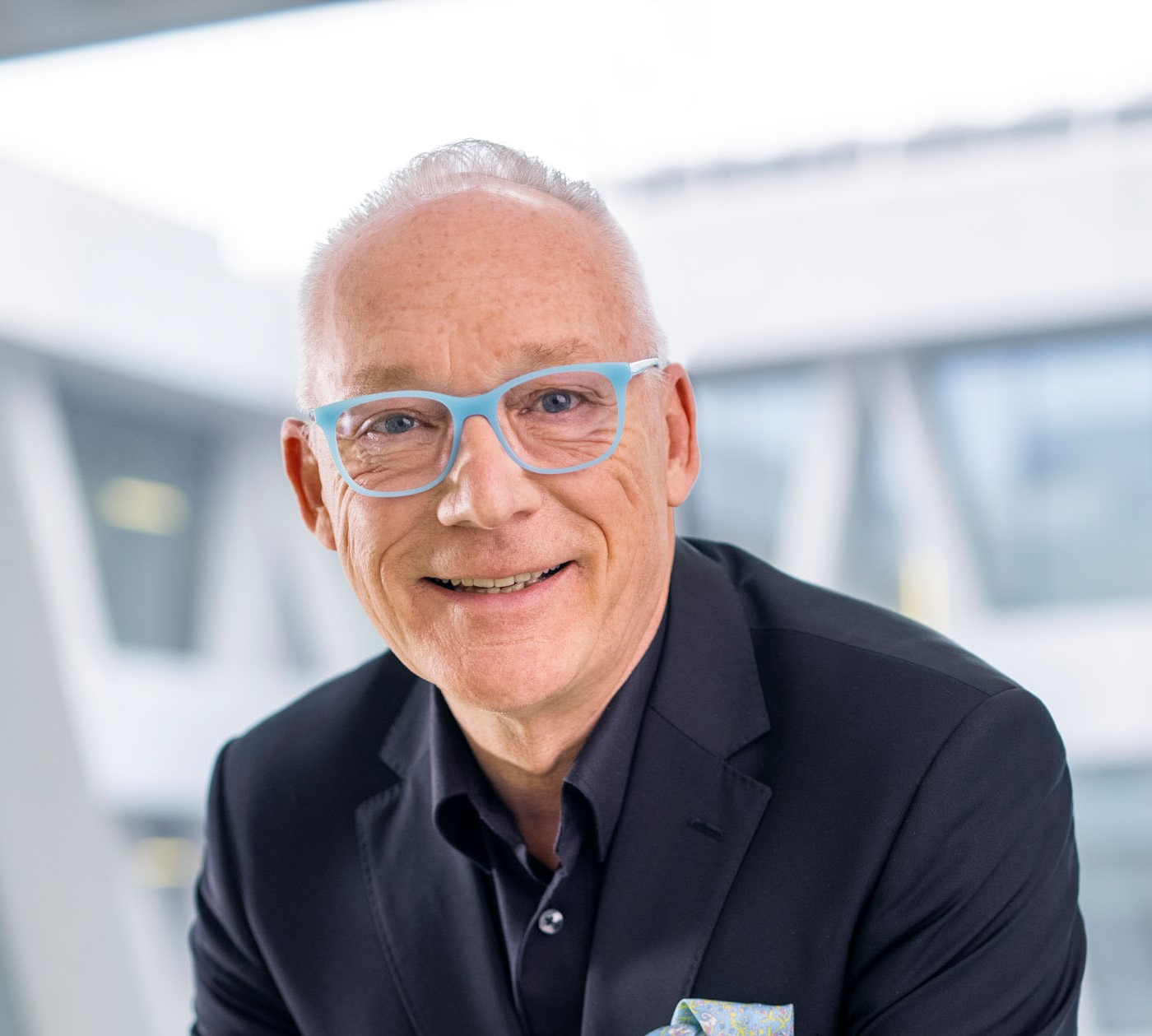
Herbert Grüner (2021)

Herbert Grüner (* 22. Juni 1959 in Forchheim) ist ein deutscher Wirtschafts- und Erziehungswissenschaftler sowie Professor für Wirtschaftswissenschaften.

## Biografie
Grüner studierte Wirtschaftspädagogik an der Universität Erlangen-Nürnberg (Abschluss mit Prädikat als Diplomhandelslehrer) und wurde 1990 zu dem Thema „Berufsbildungspolitik und Weiterbildung in der Schweiz“ an der Universität St. Gallen zum Dr. oec. promoviert. 1999 habilitierte er sich in Berufs- und Wirtschaftspädagogik an der Universität Stuttgart mit der Habilitationsschrift Bestimmung des betrieblichen Weiterbildungsbedarfs – eine betriebspädagogische Untersuchung am Beispiel gewerblich- mittelständischer Unternehmungen.
Grüner war Anfang der 1990er Jahre in verschiedenen Positionen an Hochschulen und in Unternehmen tätig. Ab 1996 war er Hochschullehrer für Betriebswirtschaft und Prorektor bzw. erster Vizepräsident an der Hochschule für nachhaltige Entwicklung Eberswalde. 2002 erfolgte seine Wahl zum Präsidenten der Hochschule für Technik und Wirtschaft Berlin.
Ab 2007 lehrte Grüner als Professor für Wirtschaftswissenschaften an der Kunsthochschule Berlin-Weißensee. Parallel war er an der Gründung der privaten Berliner Bbw Hochschule beteiligt, deren Rektor er von 2010 bis 2012 war. Anschließend war er von 2012 bis 2017 Rektor der Hochschule für Künste Bremen. Seit 2017 ist er Rektor und Geschäftsführer der New Design University St. Pölten.
Er war in einer Reihe hochschulpolitischer und kulturpolitischen Institutionen bzw. Organisationen tätig, u. a. Mitglied des Vergabeausschusses der Kulturdeputation Bremen, Mitglied des Branchenausschusses Creative Industries der IHK Berlin und Jurymitglied des Wissenschaftspreises des Landes Niederösterreich. Zudem war er Stiftungsvorstand der St. Hedwig Kliniken Anstalt des öffentlichen Rechts Berlin und Kuratoriumsmitglied des Hilfswerk Niederösterreich.
Neben Tätigkeiten als Gutachter, zum Beispiel für den deutschen Wissenschaftsrat sowie in Akkreditierungs- und Berufungsverfahren, ist Grüner unter anderem Hochschulrat der Hochschule RheinMain, Mitherausgeber der Zeitschrift Hochschulmanagement sowie Mitherausgeber der Buchreihe Angewandte Wissenschaften und Künste (UVB Bielefeld).

## Forschungsschwerpunkte
Grüners Forschungsschwerpunkte liegen in den Themenbereichen Gründung, Führung und Organisation von Unternehmen in der Kreativwirtschaft, Entrepreneurship in der Kunst und Hochschuldidaktik.

## Publikationen (Auswahl)
- als Hrsg. mit Helene Kleine, Dieter Puchta, Klaus-P. Schulze: Kreative gründen anders! Existenzgründungen in der Kulturwirtschaft. transcript Verlag, Bielefeld 2009, ISBN 978-3-89942-981-7.
- als Hrsg. mit Florian A. Schmidt: Volkssport Design – Symposium zur Lage der Designprofession. Kunsthochschule Berlin-Weißensee, Berlin 2010, ISBN 978-3-9805489-9-1.
- Management für Kreativunternehmen. Konzepte und Strategien für wachstumsorientierte Unternehmen in der Kreativwirtschaft. W. Kohlhammer, Stuttgart 2012, ISBN 978-3-17-021368-5.
- Employability als ein Ziel des Studiums?! Hochschuldidaktische Überlegungen für künstlerische Hochschulen. In: Sabine Behrenbeck, Krista Sager, Uwe Schmidt (Hrsg.): Die ganze Hochschule soll es sein. Universitätsverlag Webler, Bielefeld 2020, ISBN 978-3-946017-17-2, S. 197–202.
- mit J. Zederbauer: Perspektiven Design-basierter Forschung im Kontext des Doktorats. St. Pölten 2023, ISBN  978-3-947045-31-0.
- Forschung an künstlerischen Hochschulen auf der dritten Stufe des Studiensystems – ein Abriss. In: J. Awad, M. Madej, St. Rau, H. Uthe: Blurred Territories: Kunst/Gestaltung/Forschung. Berlin 2023. S. 36–41. ISBN 978-3-947045-29-7.

- mit E. Konrad: Reihe Edition Kreativwirtschaft. W. Kohlhammer, Stuttgart
  - Hochschulmanagement (HM) Zeitschrift für die Leitung, Entwicklung und Selbstverwaltung von Hochschulen und Wissenschaftseinrichtungen. Universitätsverlag Webler, Bielefeld.
  - Journal of Business Economics and Management – International Research and Achievements.

## Auszeichnungen
- 2024: Silbernes Komturkreuz des Ehrenzeichens für Verdienste um das Bundesland Niederösterreich[10]